# Gates (Oregon)
Gates – miasto w Stanach Zjednoczonych, w stanie Oregon, w hrabstwie Marion.